# Oksidacijski broj
Oksidacijski broj ili stupanj oksidacije jest valencija atoma koja proizlazi iz stehiometrijskog odnosa međusobno spojenih atoma. 
U elementarnom stanju, oksidacijski broj atoma jednak je ništici. Kad se atomi nađu u vezi, mogu angažirati jedan ili više elektrona. Atom s manjom elektronegativnošću je pozitivna, a s većom elektronegativnošću negativna oksidacijskog broja.
Zbroj svih oksidacijskih brojeva elemenata u kompleksnim ionima ili radikalima, zbroj svih oksidacijskih brojeva jednak je naboju iona ili radikala. Zbroj svih oksidacijskih brojeva elemenata u kemijskom spoju mora biti jednaka ništici. Kod kovalentnih spojeva kojima znamo strukturnu formulu, oksidacijski broj pojedinog atoma čini naboj koji ostaje na tom atomu kada sve elektronske parove dodijelimo atomima elektronegativnijih elemenata. Po pravilu, atomi kovina su pozitivnog oksidacijskog broja. Iznimka su intermetalni spojevi gdje atom kovine veće elektronegativnosti je negativna oksidacijskog broja.
Prosječni oksidacijski broj predstavlja srednju vrijednost u slučaju kad su dva ili više atoma 
različitog oksidacijskog broja. Pravilno određivanje omogućuje poznavanje strukture.
Preporuka IUPAC-a je da se oksidacijski brojevi pišu rimskim brojevima iznad pojedinoga atoma u spoju.
1. Oksidacijski broj atoma u elementarnom stanju uvijek je 0.
2. Oksidacijski broj vodika u spojevima jest 1, osim u hidridima metala, gdje je -1.
3. Oksidacijski broj kisika u spojevima jest -2, osim u peroksidima, gdje je -1 ili 0.
4. Zbroj oksidacijskih brojeva u formulskoj jedinki jest 0.
5. Zbroj oksidacijskih brojeva u složenom ionu jednak je nabojnom broju tog iona.
6. Oksidacijski broj atoma metala prve i druge skupine periodnog sustava elemenata u spojevima jednak je broju skupine u kojoj se nalazi taj metal.
7. Oksidacijski broj atoma u ionskim spojevima jednak je nabojnom broju iona.